# 해리 할로우
해리 할로우(Harry Frederick Harlow 1905년 10월 31일 – 1981년 12월 6일)는 모성 분리, 의존성 요구, 붉은 털 원숭이에 대한 사회적 고립 실험으로 가장 잘 알려진 미국 심리학자였다.  그는 대부분의 연구를 위스콘신-매디슨 대학교에서 수행했으며, 그곳에서 인본주의 심리학자인 아브라함 매슬로우는 짧은 기간 동안 그와 함께 일했다.

## 애착이론

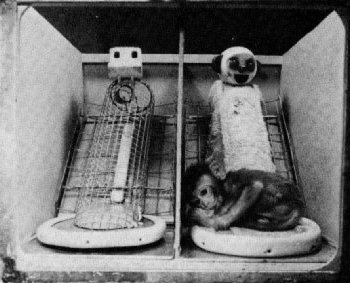
'사랑의 본질', 철사와 천의 어미 대리모('Nature of love', wire and cloth mother surrogates)

해리 할로우(Harry F.Harlow)에 의해 '강철처녀'(Iron maidens)라고 부르는 대리모 장치는 철사만으로된 어미 대리모와 부드러운 촉감의 천을 둘러맨 어미 대리모('Nature of love', wire and cloth mother surrogates)에서 수유(먹이)를 제공하는 철사 어미 대리모보다 먹이를 주지않지만 부드럽고 온기를 느끼는 천 어미대리모에서 오랜 체류시간과 보호 및 안정감을 제공한다고 해리 할로우(Harry F.Harlow)와 로버트 짐머만(Zimmermann, Robert R.)에 의해 연구 및 보고된바있디. 이러한 애착이론은 물질제공과 정서적 공감의 제공이라는 극단적인 상황에서 매우 주요한 의미를 갖는 사랑의 본질을 시사할 수 있다는 점에서 중요하다.

## 절망의 구덩이
절망의 구덩이(The Pit of despair)는 미국의 비교 심리학자인 해리 할로우가 1970년대 위스콘신-매디슨 대학의 붉은털 원숭이 실험에 사용했던 수직 챔버 장치라고하는 그가 설계한 장치에 사용된 이름이다. 연구의 목적은 우울증에 대한 동물 모델의 환경을 구현하는 것으로 알려져있다. 연구원 스티븐 수오미(Stephen Suomi)는 이 장치를 '둥근 바닥으로 기울어진 측면이 있는 스테인리스 스틸 통에 불과하다'( "little more than a stainless-steel trough with sides that sloped to a rounded bottom")고 설명했다.

## 같이 보기
- 메리 에인스워스